# Stadion Mladost (Lučani)
Das Stadion Mladost (serbisch-kyrillisch Стадион Младост; „Jugend-Stadion“) ist ein Fußballstadion in Lučani und die Spielstätte des serbischen Fußballvereins Mladost Lučani. Es bietet derzeit 8.000 Sitzplätze.  Das Wort Mladost bedeutet auf Serbisch „Jugend“, so dass „Stadion Mladost“ für „Jugend-Stadion“ / „Stadion der Jugend“ steht. Das Stadion wird voraussichtlich bald renoviert, um den Sicherheitsstandards für nationale Fußballveranstaltungen gerecht zu werden.